# Ciudad Camargo
Ciudad Camargo es una localidad del estado mexicano de Tamaulipas, localizada en el municipio Camargo, al norte del estado. Es cabecera del municipio homónimo.

## Toponimia
Nombrado así en referencia a la ciudad española de Camargo.

## Fundación
Se fundó el 5 de marzo de 1749 por José de Escandón, Conde de Sierra Gorda. En 1757 contaba con 637 habitantes Las construcciones eran de adobe y cubiertas de zacate; además de cal y canto con azotea. Su economía se basaba en la ganadería y el comercio de materias primas con otras regiones. En 1770 la población subió a los 1,008 habitantes, cien años después duplicó su población.

## Características
El 50 por ciento del territorio está cubierto por la presa Marte R. Gómez junto con el río San Juan y el Bravo. Cuenta con un clima cálido seco, con temperaturas de los 6 °C a los 40 °C, y una precipitación pluvial de 400 milímetros al año. El nivel del suelo es plano con inclinación hacia el este, bajando el cauce del Río Bravo. El territorio es apto para la agricultura con uso ganadero y agrícola. En una pequeña porción se localiza el suelo castañozem cálcico; así mismo xerosol cálcico, regosol, mig limoso. Predominan en el lugar matorrales bajo espinosos y matorrales mediano; en la parte sur, matorral subinerme y alto espinoso. Dominan algunas aves, venado, coyote y liebre.